# Echeveria quitensis
Echeveria quitensis ist eine Pflanzenart aus der Gattung der Echeverien (Echeveria) in der Familie der Dickblattgewächse (Crassulaceae).

## Beschreibung
Echeveria quitensis wächst stark verzweigt mit 20 bis 40 Zentimeter hohen Trieben. Ihre verkehrt lanzettlich bis verkehrt eiförmigen, grünen oder graugrünen bis bläulichen, stumpfen Blätter sind zerstreut oder leicht rosettig  angeordnet. Sie sind 1 bis 6 Zentimeter lang und 1 bis 1,5 Zentimeter breit. Die Blätter besitzen ein aufgesetztes Spitzchen. Entlang der Blattränder sind sie manchmal gerötet. Blattform und -farbe variieren sehr stark.
Der Blütenstand ist eine 10 bis 25 Zentimeter hohe Traube. Die bis zu 1 Zentimeter langen Blütenstiele sind ausgebreitet bis aufsteigend. Die Kelchblätter der Blüten sind aufsteigend bis ausgebreitet. Ihre 8 bis 16 Millimeter lange Blütenkrone hat in der Nähe der Basis einen Durchmesser von etwa 11 Millimetern. Die Kronblätter sind an der Basis gelb und darüber scharlachrot.
Die Blütezeit ist Juli bis August.
Die Chromosomenzahl beträgt 2n = 44 oder 82.

## Systematik und Verbreitung
Echeveria quitensis ist in Kolumbien und Ecuador verbreitet. Die Erstbeschreibung als Sedum quitense erfolgte 1823 durch Karl Sigismund Kunth. John Lindley stellte die Art 1852 in die Gattung Echeveria.
Echeveria quitensis gehört zur Serie Nudae E.Walther der Gattung Echeveria. Es werden die beiden Varietäten
- Echeveria quitensis var. quitensis und
- Echeveria quitensis var. sprucei Poelln.

unterschieden. Die Varietät Echeveria quitensis var. sprucei unterscheidet sich dabei von der Typusform durch zurückgebogene Blütenstiele, zurückgeschlagene Kelchblätter und eine abweichende Chromosomenzahl.

## Nachweise